# Kaliphora
Kaliphora es un género con una sola especie perteneciente a la familia Montiniaceae. Kaliphora madagascariensis Hook.f. es la única especie del género. Algunos los últimos sistemas de clasificación, incluida la APG II, clasifican el género como parte de la familia Montiniaceae; otros sistemas, incluido el de Armen Takhtajan, incluyen a Kaliphora en su propia familia, Kaliphoraceae. Es una especie de  arbusto o árbol pequeño, perenne.  

## Hábitat
Es endémico de Madagascar donde habita en subhúmedos bosques  en la región oriental de la isla, en las provincias de Antananarivo, Antsiranana, Fianarantsoa, y Mahajanga.
- Datos: Q142906
- Especies: Kaliphora madagascariensis